# Falkenbergs FF

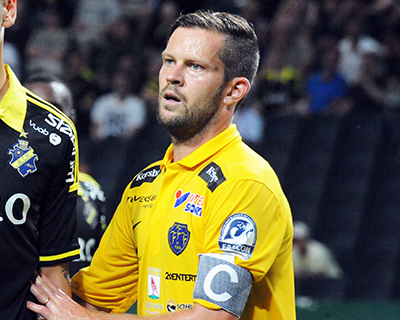
David Svensson har spelat mer än 600 matcher för klubben.

Falkenbergs FF (FFF) är en fotbollsklubb i Falkenberg. Från säsongen 2022 spelar laget i division 1. Efter att länge ha spelat i de lägre serierna tog sig laget till Superettan, efter kval mot FC Trollhättan 2002, innan man genom seger i Superettan 2013 kvalificerade sig för spel i Allsvenskan, där man spelade tre säsonger. Efter två säsonger i superettan 2017-2018 tog man sig åter upp i Allsvenskan inför 2019. Säsongen 2025 spelar Falkenbergs FF i Superettan.

## Sektioner
Förutom fotboll hade klubben handboll på programmet mellan 1936 och 1944 samt bandy under 1930-talet. Klubbens damsektion bildades 1955.
Klubben hade 2003 omkring 350 aktiva och 23 lag i seriespel.

## Historia
Klubben grundades den 3 januari 1928 genom en sammanslagning av kvarterslagen Kullens BK, IK Göta, IK Falken och Hamnkamraterna samt Arvidstorp. Två år senare kom även Falkenbergs Bollklubb att gå upp i klubben, medan en ny klubb bildades i Arvidstorp.

### Från 1930- till 1950-talet, klubben etableras och provar på andra sporter
Klubben började i "Division III sydsvenska serien" och debutmatchen var mot Varbergs BoIS den 28 mars 1928. Under de första årtiondena förde klubben en tämligen stabil tillvaro i division tre, med undantag för säsongerna 1933/1934 och 1950/1951 spelade klubben i serien ända tills 1960. Vid två tillfällen under perioden kvalade klubben för en plats i division två (vilket på den tiden var divisionen direkt under allsvenskan). Vid bägge tillfällena förlorade klubben, 1945 mot Malmö BI, 1947 mot Råå IF. Laget från 1947 lyckades komma med som lagbild i Rekord-Magasinet.
Under det tidiga trettiotalet var bandyn populär, men intresset kom istället att övertas av handbollen. Under några år var klubben mycket framgångsrik inom den nya sporten och efter säsongen 1939/1940 kvalade laget till Allsvenskan, men misslyckades. De följande åren kom laget på andra plats i tvåan. Laget spelade också fyra DM-finaler, samtliga resulterade i förlust, tre av dem mot Leikin. Under de åren var handbollsintresset mycket stort i Falkenberg och laget spelade ofta för fullsatta läktare. Många av handbollsspelarna spelade även fotboll och såg handbollen som vinterträning. När flera inom den generation som medverkat till framgångarna lade av och det samtidigt kom renodlade handbollsklubbar (IS Orion och BK Örnen) kom föreningen att lägga ner handbollen.

### 1960- och 1970-talet, en svacka
Under 1960-talet började klubben en resa ner genom seriesystemet, mellan 1964 och 1973 åkte klubben ner från division tre till division sex. Resan genom seriesystemet gjorde att klubben blev omsprungen av andra klubbar i kommunen, bland annat stadskonkurrenten IF Böljan. Resan ner genom seriesystemet medförde att diskussioner startade om att slå ihop klubben med IF Böljan 1972. De bägge klubbarna röstade om sammangående. Medan de flesta i klubben var för ett sammangående så var medlemmarna av IF Böljan nästan enhälligt mot och därmed blev det inget sammangående.
Det första året i division sex misslyckades klubben att vinna serien. Det berodde inte minst på att klubben var laget som det var viktigt att slå för de andra lagen, genom dess traditionella status som traktens stora lag. Året efter, 1974, gick det bättre och även påföljande år vann laget sin serie, vilket gjorde att klubben 1976 var upp i division fyra. Där kom klubben att stanna i sju år.

### 1980-talet och framåt, klubben etablerar sig på elitnivå
Laget vann division tre för tredje gången 1986 och fick kvala om en plats i division ett (genom en omorganisation av seriesystem kom division tre att bli division två och division två att bli division ett). Liksom vid föregående tillfällen misslyckades laget, denna gång mot BK Forward som vann på fler mål gjorda på bortaplan. Året efter vann laget sin serie, denna gång behövde laget inte kvala, utan hade nu nått division ett för första gången. Bland de mest betydelsefulla spelarna i laget fanns Christian Sjögerén och Håkan Nilsson.
Klubben åkte snart ner i tvåan igen och hamnade då i ekonomiska svårigheter då den ekonomiska satsning som man gjort när laget spelade i ettan fortsatte trots att intäkterna var mindre. Hösten 1991 var klubben mycket nära konkurs. Efter några år i tvåan kom laget att spela den senare halvan av 1990-talet i division I. Under våren 1998 hägrade Allsvenskan då laget vann de fyra första matcherna och ledde serien under större delen av våren. Under hösten gick det dock sämre och laget hamnade till slut på en sjunde plats.
I samband med att superettan bildades åkte laget ner till division II ( vilket då var divisionen direkt under superettan). Laget återkom till superettan 2003 efter att i kvalet ha vunnit över Trollhättan genom två avgörande mål i slutminuterna.

### 2003-2012: Falkenberg spelar tio raka säsonger i Superettan
Återkomsten till näst högsta divisionen blev tuff för Falkenberg men trots detta kunde man med knapp marginal förnya kontraktet ytterligare ett år. Året efter, 2004, blev likadant då Falkenberg med 3 poängs marginal klarade sig över nedflyttningsstrecket. Tredje året i Superettan blev ett glädjebesked för Falkenberg, man placerade sig i mitten av tabellen på plats 8 och det började se ut som om Falkenberg skulle kunna bli ett etablerat superettanlag, vilket ledde till stigande publiksiffror på Falkenbergs IP. Detta följdes upp 2006 med en lika bra säsong där Falkenberg slutade 9:a i Superettan. Dessutom vann forwarden Stefan Rodevåg i Falkenberg Skytteligan med hela 17 gjorda mål.
Kallduschen kom istället 2007 när Falkenberg fick kämpa för varenda poäng för att på något sätt hålla sig kvar i Superettan. Det såg länge under säsongen ut som om Falkenberg skulle degraderas till Division 1 men genom tappert arbete och lite tur lyckades man i de två sista omgångarna fixa två uddamålssegrar mot Mjällby och Åtvidaberg vilket ledde till att det istället blev Öster och Sylvia som fick förpassas nedåt en division. Förväntningarna var därigenom inte värst höga inför säsongen 2008 och fokus låg på att hålla sig kvar Superettan. Sett till detta får resultatet ses som en triumf då Falkenberg gjorde en stabil och jämn säsong med blandade resultat med segrar mot ex-allsvenska lag såsom Häcken och Brommapojkarna. Tabellmässigt hamnade laget på en sjunde plats. I Falkenbergs trupp utmärkte sig Joel Johansson som målskytt med hela 16 fullträffar, han blev dock såld till Elfsborg efter säsongens slut.
Förlusten av målmaskinen Joel Johansson märktes i Falkenberg men han ersattes av en återvändande före detta skyttekung vid namn Stefan Rodevåg. Joel Johanssons 16 nätningar var givetvis svårt att överträffa, men Rodevåg briljerade och öste in 14 mål. Många av dessa ledde till 3-poängare för Falkenberg. Säsongen började knackigt med förluster i de två första matcherna, men efter den inledningen kom Falkenberg tillbaka och vann tre raka matcher. 2009 års säsong resulterade i en sjätteplats vilket skrevs in som Falkenbergs bästa Superettanplacering. Kanske skulle man nu till och med våga satsa för att bli ett allsvenskt lag.
Superettan 2010 började svagt och Falkenberg höll sig i tabellens nedre regioner. Men man avslutade säsongen fantastiskt där man av de 15 sista matcherna endast förlorade 1 mot Syrianska som också blev de som tog klivet uppåt. Bland dessa matcher innefattas storsegrar som 4-0 mot Landskrona BOIS och 5-0 mot FC Trollhättan. Tabellplaceringen blev på grund av den svaga inledning endast en sjundeplats men definitivt ett resultat för Falkenberg att känna sig tillfreds med.
Säsongen 2011 blandades högt med lågt. Landskrona var återigen en favoritmotståndare som man hemma slog med 5-1, styrkebesked var dessutom 4-0 mot Degerfors, men bland resultaten ingick även bottennapp såsom 4-0-förluster mot både Öster och Sundsvall. Men sett över hela säsongen kunde Falkenbergs insats se som en framgång, likt fjolårets säsong blev det en hedrande sjundeplats, och Falkenberg lyckades nu för fjärde året i rad med bedriften att hamna över mittstrecket.
Denna svit slutade dock efter säsongen 2011, och 2012 skulle bli ett tufft år för Falkenberg. Glädjande inför säsongen var att det skulle bli späckat med halländska derbyn då Halmstad BK åkt ur allsvenskan och Varbergs BoIS tagit klivet upp ur Division 1. Detta ledde till höga publiksiffror på Falkenbergs IP. I hemmamatchen mot Halmstad sattes publikrekord med 5288 åskådare, matchen slutade med stabil FFF-seger med 3-1. Detta var en av Falkenbergs totalt 8 segrar under säsongen, trots ojämna resultat såg det länge ut som om Falkenberg kunde säkra spel i Superettan även nästa år. Inför sista omgången hade Falkenberg 12:e platsen som innebar förnyat kontrakt. Sista omgången mot Jönköpings Södra IF började bra då Adam Eriksson sparkade in 1-0 redan i fjärde minuten. Men Jönköping vände med mål i 83:e och på övertid till 2-1. När man sedan fick höra att Degerfors IF vunnit mot redan nedflyttningsklara ex-allsvenska Trelleborgs FF stod det klart att falkenbergsspelarna skulle behöva förbereda sig för ett kvalspel mot BK Forward som slutat på andra plats i Division 1 norra 2012.
Kvalet började på bortaplan uppe på Behrn Arena med ett helt godkänt 0-0. På hemmaplan den 11 november blev det dock nervkittlande. Ett ledningsmål i 9:e minuten av nyförvärvet Zlatan Krizanović bäddade för säkrat kontrakt. Forward skulle visa sig inte göra ett enda mål, men ett oturligt självmål av en falkenbergspelare gav 1-1 i 14:e minuten och vid denna ställning alltså nedflyttning för Falkenberg. Frälsningen kom i 69:e minuten med ett mål av Swahn och en ledning som stod sig matchen ut. Därigenom kunde Falkenberg glädja sig över att 2013 kunna genomföra sin elfte Superettan-säsong.

### 2013: Succésäsongen – Falkenberg vinner Superettan
Starten på 2013 års säsong kunde knappast blivit bättre. Med nya tränaren Hans Eklund blev det seger mot nykomlingarna Örgryte IS, och samma visa mot Ljungskile SK och IFK Värnamo, sedan följde en ärofylld seger mot favorittippade Hammarby Fotboll. I alla dessa matcher hette segermålsskytten Stefan Rodevåg. Den före detta skyttekungen visade sig vara tillbaks i storform och var en stor ingrediens i Falkenbergs inledande segerrecept. Efter 4 raka segrar blev det ett toppmöte mot degraderade Örebro SK som slutade 1-1. Sviten bröts sedan i och med en 4-1-förlust mot Assyriska FF. Men FFF var snabbt tillbaka, Victor Sköld sparkade in segermålet som betydde 2-1 mot IK Brage. Och borta mot Landskrona BoIS blev det ytterligare 1 poäng. Säsongens dittills bästa match blev när man utklassade ex-allsvenska GAIS med 4-1 hemma på IP. Falkenberg fortsatte sedan ösa in mål, 4 mot Jönköpings Södra där man vann borta med 4-2 och stabiliserade sig på en avancemangsplats. Men som förväntat höll inte Falkenbergs succéöppning för evigt, man åkte på ett par svidande förluster blandat med toppresultat. Det heta derbyt mot Varberg gick nog mest till historien inte för 4-0-segern, utan för den paradoxala händelsen där FFF-målisen Otto Martler sparkade in 2-0 från eget straffområde. Säsongen fortsatte sedan i dur bortsett från en snöplig hemmaförlust mot Degerfors. Firma Sköld/Svahn fortsatte ösa in mål och fixade två härliga segrar mot Ängelholms FF och Östersunds FK med totalt 6-0 i målskillnad. Inte nog med att Falkenberg var ligans mest målgörande lag, efter den tuffa bortamatchen på Jämtkraft Arena där man krigade sig till en poäng kunde Falkenberg ses högst upp i tabellen när mer än halva säsongen stod färdigspelad. Fortsatt bra spel och fortsatt målleverans från Sköld och Svahn höll Falkenberg kvar högt upp i tabellen och i det oerhört viktiga toppmötet mot tabelledande Örebro fick man med sig en poäng efter kvitteringsmål. Mot slutet av säsongen föll laget borta mot GIF Sundsvall med 0-1 men repade sig och slog Varbergs BoIS med 2-1 efter segermål på övertid. I säsongens näst sista match borta mot Degerfors IF skulle de vid seger ha gått upp i Allsvenskan, men laget tappade 2-0 till 2-2 och i den sista minuten missade Danny Ervik att på straff skjuta Falkenberg till Allsvenskan. Men hemma mot Ängelholms FF i sista omgången säkrades avancemanget efter en seger med 4-2 inför drygt 5000 personer på Falkenbergs IP som firade vilt efter slutsignalen. Folk stormade planen och champagnen sprutade.
Falkenberg gick upp i Allsvenskan med imponerande siffror i ryggen – vinnare av serien, flest mål gjorda och med Superettans skyttekung Victor Sköld i laget.

### 2014-2016: Falkenberg i Allsvenskan

#### 2014: Succéfyllt debutår
Trots avancemanget kom Falkenbergs FF snart att tappa flera av sina mest tongivande namn. Bara några dagar efter att de säkrat uppflyttningen stod det klart att superettans assistkung, det unga stjärnskottet Niclas Eliasson valde att fortsätta karriären i AIK, kort därefter skrev skyttekungen Victor Sköld på för Åtvidabergs FF medan försvararen Danny Ervik även han valde att ansluta till en allsvensk rival, i form av Mjällby AIF. Förutom nämnda spelartrio stod det även tidigt klart att succétränaren Hans Eklund valde att lämna klubben för att istället ta över efter Nanne Bergstrand i Kalmar FF. Som efterträdare till Eklund valde Falkenberg att plocka in den före detta landslagsstjärnan Henrik Larsson. Nykomlingen fick dock finna sig kraftigt nederlagstippade av journalistkåren - och Sportbladets Robert Laul gick så långt som att lova att han skulle renovera sin lägenhet om Falkenberg klarade sig kvar i allsvenskan.
Falkenbergs FF skulle dock komma att överraska expertisen - även om inledningen kom att bli tuff poängmässigt. I den historiska premiären ställdes Falkenberg mot de regerande svenska mästarna Malmö FF, och lyckades hålla stången tills en kvart återstod av matchen. Efter att ha spräckt nollan kunde dock MFF ta en bekväm 3-0-seger. I den efterföljande matchen, hemmapremiären mot IF Brommapojkarna, kom dock de första poängen för Falkenberg. Nyzeeländaren Dan Keat gjorde Falkenbergs första allsvenska mål - och sköt dem till 1-0-segern. Den historiska trepoängaren kom sedan att följas av en tuffare period, där Falkenberg trots bra spel inte mäktade med att ta några poäng. I takt med att säsongen fortgick började dock poängen trilla in för hallänningarna - som bland annat utmärkte sig genom att gå obesegrade genom de fem matcherna i maj månad.
Under sommaren förstärkte Falkenberg truppen, genom att låna in Patrik Ingelsten från nedflyttningskonkurrenten Mjällby AIF. Den forne allsvenske skyttekungen kom under hösten att bidra med flera viktiga mål, när Falkenberg kom allt närmare ett nytt kontrakt. Redan i sin debut blev Ingelsten målskytt - då Falkenberg krossade ett guldjagande AIK med 4-1 hemma på Falkenbergs IP. Trots att Falkenberg överraskat expertisen befann de sig i nedflyttningsstriden när sommaren övergick till höst. När fem omgångar återstod av säsongen låg Falkenberg på nedflyttningsplats - men då såg de till att pricka formtoppen. Efter att IFK Norrköping besegrats med 4-2 i sexpoängsmatchen den 28 september 2014 följde ytterligare två segrar i följd, då så väl BK Häcken som Henrik Larssons gamla klubb Helsingborgs IF besegrades. Segersviten innebar att Falkenberg i omgång 29 hade chansen att säkra nytt kontrakt, en 0-4-förnedring i Hallandsderbyt mot Halmstads BK innebar dock att allting kom att avgöras i den sista omgången. Efter 1-1 hemma mot Mjällby AIF i den avslutande omgången såg Falkenbergs FF - tvärtemot vad expertisens tips och profetior sa - till att säkra ett nytt allsvenskt kontrakt.
Likt året tidigare kom succén att innebära att några av de tyngsta namnen snabbt lämnade Falkenberg. En och en halv vecka efter att den allsvenska existensen säkrats genom 13:e platsen i tabellen stod det klart att Henrik Larsson slutade i klubben - för att istället ta över Helsingborgs IF. Under vintern lämnade även mittfältaren Anton Wede klubben, då han valde att följa med Larsson till Helsingborgs IF.

#### 2015: Kvaldramatik
Falkenbergs FF agerade snabbt efter att Henrik Larsson lämnat klubben. In kom nämligen Larssons föregångare Hans Eklund, som efter ett år i Kalmar återvände till västkusten. Trots den fina debutsäsongen fick Falkenberg våren 2015 återigen finna sig i att vara bottentippade. Säsongen började även med ett bakslag. I premiären mot Gefle IF föll nämligen Falkenberg med 0-2 - vilket innebar att klubbens svit på 55 hemmamatcher i rad där de gjort mål bröts. Efter att även ha blivit mållösa i säsongens andra match, 0-0 mot Helsingborgs IF, bärgades säsongens första trepoängare i den tredje omgången då Örebro SK besegrades med 2-0.
Även om poängen inte trillade in på samma vis som under debutsäsongen så lyckades Falkenberg återigen med att överraska expertkåren under sitt andra år i allsvenskan. Bland klubbens stora ljuspunkter på vårkanten fanns nyförvärvet Hakeem Araba, när engelsmannen gjorde mål mot BK Häcken i 2-0-segern i maj innebar det att han gjort mål i sex matcher i rad. Under målsviten hann engelsmannen bland annat med att sänka Halmstads BK i säsongens första Hallandsderby. I takt med att säsongen fortgick mattades Arabas målskörd av, engelsmannen var dock inte den enda anfallaren som kom att presentera sig ordentligt under säsongen. Ungtuppen Gustaf Nilsson hade fått göra allsvensk debut redan som 17-åring säsongen innan. Det var dock 2015 som han kom att slå igenom ordentligt - vilket ledde till att Nilsson på höstkanten blev uttagen till U21-landslaget och blev nominerad till priset som årets nykomling. Trots anfallssuccéerna satt det allsvenska kontraktet långt inne för Falkenberg.
Under säsongens nio sista matcher åkte Falkenberg på sju förluster - och vann blott två matcher. De bägge segrarna togs dock mot de två nedflyttningskonkurrenterna Halmstads BK och Åtvidabergs FF. I september vann Falkenberg säsongens andra Hallandsderby, då veteranen Stefan Rodevåg blev stor matchhjälte med matchens enda mål. En månad senare hade Falkenberg chansen att avgöra bottenstriden - redan i omgång 28. Vid en seger i hemmamötet mot Åtvidabergs FF skulle Falkenberg säkra minst en kvalplats, samtidigt Halmstads BK och Åtvidabergs FF skulle bli nedflyttningsklara. Med ödet i egna händer såg Falkenberg till att bjuda på målfest - och fullständigt krossa Åtvidaberg genom att vinna med 6-0. Efter två avslutande förluster mot Djurgårdens IF och IF Elfsborg stod det klart att Falkenbergs FF skulle få kvala för att bibehålla sin allsvenska status.
I kvalspelet ställdes Falkenberg mot IK Sirius. Efter att ha fått med sig 2-2 från bortamötet - i en match där talangen Gustaf Nilsson blev tvåmålsskytt - var det fördel för Falkenberg. I hemmamötet saknades den avstängde lagkaptenen David Svensson och Falkenberg fick även en mardrömsstart, då Sirius tog ledningen efter 20 minuters spel. I den 56:e matchminuten klev dock Dan Keat fram och gjorde 1-1. Ett mål som innebar att Falkenberg bibehöll sin allsvenska plats, i kraft av fler gjorda bortamål.
För tredje året i rad innebar den lyckade säsongen dock att nyckelspelare valde att lämna klubben. Innan årsskiftet stod det klart att såväl Calle Wede som Adam Eriksson skulle lämna klubben, för att likt Henrik Larsson och Anton Wede ansluta till Helsingborgs IF. Förutom Wede och Eriksson valde även kvalhjälten Dan Keat att lämna Falkenberg under vintern. Mest ryktesomgärdad var dock genombrottsmannen Gustaf Nilsson, som jagades av såväl Malmö FF som IFK Göteborg. I januari blev det till slut klart att anfallstalangen skulle stanna i Falkenberg under våren - för sedan ansluta till danska Brøndby under sommaren.
Förutom framgångarna på plan var 2015 även året då Falkenbergs FF påbörjade bygget av sin nya arena. Byggstarten drog igång i april månad och i juni meddelade Falkenbergs FF att arenanamnet blir Falcon Alkoholfri Arena.

#### 2016: Bottenrekord
Inför sin tredje säsong i allsvenskan tillhörde återigen Falkenberg nedflyttningskandidaterna. Till skillnad från de tidigare säsongerna skulle de inte lyckas säkra ett nytt kontrakt 2016. Efter att ha förlorat säsongens fyra första matcher skrällde Falkenberg och knep säsongens första poäng när de besegrade regerande mästarna IFK Norrköping med 2-1. Segern blev dock dyrköpt - då anfallslöftet Gustaf Nilsson bröt fotleden. Någonting som innebar att han hade gjort sitt sista framträdande i klubben, innan sommarens flytt. Efter att ha fått oavgjort mot nykomlingen Jönköpings Södra IF inledde dock Falkenberg en lång förlustsvit - på sex matcher i rad.
Den dystra sviten bröts först i den 13:e omgången, då Falkenberg tog säsongens andra seger. Det när Gefle IF besegrades med 2-1 - sedan Falkenberg vänt ett 0-1-underläge. Segern kom dock inte att utgöra något trendbrott för Falkenberg - utan det kom istället att bli säsongens sista trepoängare. På de resterande 17 matcherna mäktade Falkenberg enbart med att ta tre poäng, vilket gjorde att den totala poängskörden slutade på tio poäng. Nedflyttningen säkrades dock först i omgång 27 - när IFK Norrköping fick revansch på Falkenberg och segrade med 2-1. Efter att nedflyttningen blivit klar i teorin skrev Falkenberg även historia. Då klubben avslutade säsongen med att förlora med 0-7 mot BK Häcken tangerade de Billingsfors IK:s bottenrekord över antal insläppta mål på en allsvensk säsong - nämligen 84 stycken. Bland de större förlusterna finns, förutom matchen mot BK Häcken, fyra matcher där Falkenberg förlorade med fem måls marginal.
Även om den allsvenska sejouren nådde sitt slut fanns det individuella ljusglimtar under säsongens gång. Likt under säsongen 2015 kom en 18-årig anfallare att få sitt stora genombrott i Falkenberg. Jesper Karlsson axlade nämligen den ett år äldre Gustaf Nilssons mantel - och ledde Falkenbergs offensiv. Debutsäsongen resulterade i sju mål för Karlssons del, någonting som renderade i intresse från flera allsvenska klubbar samt även rykten om den engelska storklubben Manchester United. Karlsson var dock inte den enda talangen att få speltid i Falkenberg - även Edi Sylisufaj fick testa på spel i allsvenskan. Någonting som gjorde att han blev historisk som förste 2000-talist i serien.
2017-2018: Tillbaka i Superettan
2017: Bergodalbana
Efter bottenrekordet valde Falkenberg att släppa Kammal Mustafa, Hakeem Araba, Alexander Lundin, Thomas Drage, Rasmus Sjöstedt och Akseli Pelvas, Otto Martler valde att lägga skorna på hyllan Thomas Juel-Nielsen valde att inte skriva på ett nytt kontrakt och stjärnan Jesper Karlsson lämnade för IF Elfsborg. Falkenberg valde att ta in Landskrona BoIs skyttekung Erik Pärsson, Johan Lassagård från Vinbergs IF, Tobias Englund från IFK Värnamo, Richard Donkor från Östers IF, Målvakten Hampus Nilsson från Djurgårdens IF, Mahmut Özen ifrån Adana Demirspor, den före detta BK Häcken stjärnan Dominic Chatto ifrån Ordabasy Shymkent, Viktor Götesson på lån ifrån IF Elfsborg samt att flytta upp U19 spelarna John Björkengren och Ludvig Johansson. 
Säsongen började tungt och efter 5 matcher låg FFF på en 15:e plats utan en enda vinst, men det skulle ändras i omgång 6 där Falkenberg besegrade Gefle med 2-4 som följdes upp med en 2-1 Vinst mot Brommapojkarna. Efter 0 poäng mot Örgryte och 3 mot Dalkurd var det dags för årets första Hallandsderby mot Varbergs BoIs där Falkenberg låg under med 2-0 tills inhopparen Tobias Englund reducerade innan halvlek. En kvart in i andra halvlek gör han 2-2 och 3 minuter fullbordar vänsterbacken sitt hattrick, matchen slutar till slut 3-5 till dem gulvita. Efter en pinne hemma mot Helsingborg och en förlust mot IK Frej så går Falkenberg obesegrade 9 matcher i rad vilket resulterade i att FFF låg på en 3;e placering. Men närmare än så kom inte Falkenberg allsvenskan och efter 9 obesegrade matcher så blev det istället 7 matcher i rad utan vinst där man bl.a.förlorade med 0-4 mot Gefle samt 1-4 mot Norrby. Några dagar efter 1-2-vinsten mot Syrianska i den nästsista omgången gick ikonen Stefan Rodevåg ut med att han skulle lägga skorna på hyllan efter säsongen och i den sista matchen mot IK Frej så hyllades "Kung Rode" med tifo innan matchen och en avtackning av hela arenan efter matchen. Falkenberg vann även med 3-1 och med det resultatet slutade klubben på en 4:e plats.

## Spelare

### Spelartrupp
| Nummer      | Land      | Spelare               | Födelsedatum      | Kom från         | Moderklubb          |           |
| Målvakter   | Målvakter | Målvakter             | Målvakter         | Målvakter        | Målvakter           | Målvakter |
| ----------- | --------- | --------------------- | ----------------- | ---------------- | ------------------- | --------- |
| 1           | Sverige   | Anton Andersson       | 24 februari 1997  | Tvååkers IF      | Vinbergs IF         |           |
| 31          | Sverige   | Gustav Lillienberg    | 9 december 2003   | IFK Göteborg     | Stenkullens GoIK    |           |
| Försvarare  |           |                       |                   |                  |                     |           |
| 2           | Sverige   | Gabriel Johansson     | 10 september 2000 | Falkenbergs FF U | Stafsinge IF        |           |
| 4           | Sverige   | Tim Stålheden         | 6 maj 2000        | Tvååkers IF      | BK Astrio           |           |
| 5           | Sverige   | Noel Hansson          | 23 mars 2000      | Lunds BK         | Klågerups GIF       |           |
| 8           | Sverige   | Nils Bertilsson       | 10 januari 2002   | Tvååkers IF      | Träslövsläge IF     |           |
| 18          | Sverige   | Linus Borgström       | 16 juni 2001      | Malmö FF         | Västra Ingelstad IS |           |
| 33          | Sverige   | Melker Larsson        | 14 oktober 2002   | Falkenbergs FF U | Falkenbergs FF      |           |
| -           | Sverige   | Alexander Salo        | 25 mars 2000      | Norrby IF        | Brämhults IK        |           |
| Mittfältare |           |                       |                   |                  |                     |           |
| 6           | Sverige   | Edvin Christiansson   | 9 september 2005  | Falkenbergs FF U | Stafsinge IF        |           |
| 9           | Sverige   | Remo Gotfredsen Grgic | 2 september 2003  | BK Astrio        | Halmstads BK        |           |
| 11          | Sverige   | Melwin Kocanovic      | 28 juni 2006      | Falkenbergs FF U | Falkenbergs FF      |           |
| 12          | Sverige   | Christoffer Carlsson  | 15 januari 1989   | Hammarby IF      | Stafsinge IF        |           |
| 17          | Sverige   | Lucas Sibelius        | 7 september 2002  | Falkenbergs FF U | Falkenbergs FF      |           |
| 19          | Sverige   | Oskar Lindberg        | 31 maj 2000       | AFC Eskilstuna   | Tanums IF           |           |
| 28          | Sverige   | Melker Nilsson        | 26 april 2000     | Malmö FF         | Glumslövs FF        |           |
| 30          | Nigeria   | Godwin Aguda          | 30 december 1997  | Rivers United    | Enugu Rangers       |           |
| -           | Sverige   | Adam Frånberg         | 29 januari 2005   | Falkenbergs FF U | IS Halmia           |           |
| -           | Sverige   | Hampus Källström      | 6 oktober 2003    | Torns IF         | Svedala IF          |           |
| -           | Sverige   | Noel Lundgren         | 2 april 2005      | Falkenbergs FF U | Sverige             |           |
| Anfallare   |           |                       |                   |                  |                     |           |
| 10          | Libanon   | Leonardo Farah        | 10 augusti 2003   | BK Häcken        | IFK Uddevalla       |           |
| 14          | Sverige   | Isaac Shears          | 9 juni 2000       | Vänersborgs IF   | IK Zenith           |           |
| -           | Sverige   | Adam Ekenhard         | 25 oktober 2005   | Falkenbergs FF U | Skrea IF            |           |
| -           | Sverige   | Albin Andersson       | 27 februari 2000  | IF Böljan        | Sverige             |           |
| -           | Sverige   | Viktor Ekblom         | 15 juli 1998      | Lunds BK         | IFK Simrishamn      |           |

### Utlånade spelare
| Nr | Land | Pos | Namn |
| -- | ---- | --- | ---- |

| Nr | Land | Pos | Namn |
| -- | ---- | --- | ---- |

### Kända spelare
- Per Frick
- Astrit Ajdarevic
- Daniel Alexandersson
- Henrik Bertilsson
- Björn Carlsson
- David Svensson
- Stefan Rodevåg
- David Elm
- Viktor Elm
- Joel Johansson
- Tore Svensson
- Pär Zetterberg
- Labinot Harbuzi
- Emir Kujovic
- Erik Johansson
- Gustaf Nilsson
- Niclas Eliasson
- Jesper Karlsson
- Olivia Schough

## Statistik
| År        | Serie                      | Pl. | Tränare                           | Skyttekung                                           | Snittpublik |
| 1928-1929 | III sydsvenska serien      | 8   |                                   |                                                      |             |
| 1929-1930 | III sydsvenska serien      | 9   | Thure Claesson                    |                                                      |             |
| 1930-1931 | III sydsvenska serien      | 9   | Thure Claesson                    | Tobias Svensson                                      |             |
| 1931-1932 | III sydsvenska serien      | 7   | Thure Claesson                    | Alvar Nylander                                       |             |
| 1932-1933 | III sydsvenska serien      | 10  | Henning Svensson                  | Tobias Svensson                                      |             |
| 1933-1934 | I Halland                  | 1   | Henning Svensson                  | Evert Svensson                                       |             |
| 1934-1935 | III sydsvenska serien      | 4   | Tobias Svensson                   | Alvar Nylander                                       |             |
| 1935-1936 | III västsvenska södra      | 7   | Tobias Svensson                   | Gösta Jansson                                        |             |
| 1936-1937 | III västsvenska södra      | 6   | Tobias Svensson                   | Gustav Möller                                        |             |
| 1937-1938 | III västsvenska södra      | 2   | Tobias Svensson                   | Gösta Jansson                                        |             |
| 1938-1939 | III västsvenska södra      | 2   | Tobias Svensson                   | Gustav Möller                                        |             |
| 1939-1940 | III västsvenska södra      | 3   | Tobias Svensson                   | Gösta Jansson                                        |             |
| 1940-1941 | III västsvenska södra      | 2   | Tobias Svensson                   | Rolf Svensson                                        |             |
| 1941-1942 | III norra sydsvenskan      | 5   | Tobias Svensson                   | Rolf Svensson                                        |             |
| 1942-1943 | III norra sydsvenskan      | 3   | Tobias Svensson                   | Oskar Larsson                                        |             |
| 1943-1944 | III norra sydsvenskan      | 2   | Tobias Svensson                   | Curth Nilsson                                        |             |
| 1944-1945 | III norra sydsvenskan      | 1   | Tobias Svensson                   | Gösta Jansson                                        |             |
| 1945-1946 | III norra sydsvenskan      | 2   | Tobias Svensson                   | Curth Nilsson                                        |             |
| 1946-1947 | III norra sydsvenskan      | 1   | Tobias Svensson                   | Curth Nilsson                                        |             |
| 1947-1948 | III Södra Götaland         | 5   | Erik Göransson                    | Hans-Eje Nylander                                    |             |
| 1948-1949 | III Södra Götaland         | 5   | Henry Antfors                     | Rolf Nylander                                        |             |
| 1949-1950 | III Södra Götaland         | 9   | Henry Antfors                     | Hans-Eje Nylander                                    |             |
| 1950-1951 | IV norra sydsvenskan       | 1   | Henry Antfors                     | Stig Svensson                                        |             |
| 1951-1952 | III Södra Götaland         | 5   | Nils Rydell                       | Stig Svensson                                        |             |
| 1952-1953 | III Södra Götaland         | 8   | Gösta Lambertsson                 | Erik Fingal Mårtensson Gunnar Svensson Gert Karlsson |             |
| 1953-1954 | III Södra Götaland         | 5   | Tobias Svensson                   | Arne Johansson                                       |             |
| 1954-1955 | III Södra Götaland         | 3   | Tobias Svensson                   | Arne Johansson                                       |             |
| 1955-1956 | III Södra Götaland         | 5   | Gunnar Rydberg Axel Löfgren       | Arne Johansson                                       |             |
| 1956-1957 | III Södra Götaland         | 4   | Gunnar Rydberg                    | Arne Johansson                                       |             |
| 1957-1958 | III Södra Götaland         | 6   | John Vikdahl                      | Arne Johansson                                       |             |
| 1957-1958 | III Södra Götaland         | 6   | John Vikdahl                      | Sture Karlsson Bert-Olof Nylander                    |             |
| 1959      | III Sydvästra Götaland     | 8   | Rune Ludvigsson Fingal Mårtensson | Lasse Svensson                                       |             |
| 1960      | IV Halland                 | 9   | Ingemar Pettersson                | Hans-Olof Jensen                                     |             |
| 1961      | IV Halland                 | 2   | Gunnar Svensson                   | Rolf Claesson                                        |             |
| 1962      | IV Halland                 | 1   | Gunnar Svensson                   | Hasse Zetterberg Sigvard Nilsson                     |             |
| 1963      | III Mellersta Götaland     | 3   | Gunnar Svensson                   | Sigvard Nilsson                                      |             |
| 1964      | III Sydvästra Götaland     | 11  | Rolf Johansson                    | Hasse Zetterberg                                     |             |
| 1965      | IV Halland                 | 11  | Rolf Johansson                    | Hans-Erik Carlsson                                   |             |
| 1966      | I Norra Halland            | 8   | Gunnar Svensson                   | Hans-Erik Carlsson                                   |             |
| 1967      | I Norra Halland            | 6   | Gunnar Svensson                   | Sven-Olof Svensson                                   |             |
| 1968      | V Södra Halland            | 2   | Hans Ambrosius                    | Sven-Olof Svensson                                   |             |
| 1969      | V Södra Halland            | 3   | Alf Jönsson                       | Kenneth Svensson                                     |             |
| 1970      | V Södra Halland            | 9   | Alf Jönsson                       | Lasse Gustavsson                                     |             |
| 1971      | V Södra Halland            | 9   | Ove Bernhard Rolf Jakobsson       | Tommy Nylander                                       |             |
| 1972      | V Södra Halland            | 12  | Ove Bernhard Rolf Jakobsson       | Tommy Nylander                                       |             |
| 1973      | VI Halland, grupp 3        | 2   | Hans Ambrosius                    | Tommy Johansson                                      |             |
| 1974      | VI Halland, grupp 3        | 1   | Lars Nylander                     | Tommy Johansson                                      |             |
| 1975      | V Södra Halland            | 1   | Lars Nylander                     | Tommy Johansson Ulf Johansson Tommy Nylander         |             |
| 1976      | IV Halland                 | 9   | Lars Nylander                     | Tommy Johansson                                      |             |
| 1977      | IV Halland                 | 2   | Jan Anders Andersson              | Tommy Johansson                                      |             |
| 1978      | IV Halland                 | 7   | Jan Anders Andersson              | Tommy Johansson                                      |             |
| 1979      | IV Halland                 | 6   | Jan Anders Andersson              | Tommy Johansson                                      |             |
| 1980      | IV Halland                 | 2   | Bengt Carnelid                    | Tommy Johansson                                      |             |
| 1981      | IV Halland                 | 2   | Bengt Carnelid                    | Tommy Johansson                                      |             |
| 1982      | IV Halland                 | 1   | Hasse Selander                    | Bo-Martin Nylander                                   |             |
| 1983      | III Sydvästra Götaland     | 9   | Hasse Selander                    | Tommy Johansson                                      |             |
| 1984      | III Sydvästra Götaland     | 7   | Hasse Selander                    | Tommy Johansson Kjell Persson                        |             |
| 1985      | III Sydvästra Götaland     | 6   | P G Skoglund                      | Håkan Nilsson                                        |             |
| 1986      | III Sydvästra Götaland     | 1   | P G Skoglund                      | Håkan Nilsson                                        |             |
| 1987      | II Västra Götaland         | 1   | Olle Kristenson                   | Håkan Nilsson                                        |             |
| 1988      | I Södra Götaland           | 12  | Olle Kristenson                   | Håkan Nilsson                                        |             |
| 1989      | I Södra Götaland           | 14  | Olle Kristenson                   | Håkan Nilsson                                        |             |
| 1990      | II Södra Götaland          | 4   | Bryan King                        | Håkan Nilsson                                        |             |
| 1991      | II Västra Götaland (våren) | 1   | Bryan King                        | Håkan Nilsson                                        |             |
| 1991      | Höstettan                  | 8   | Bryan King                        | Håkan Nilsson                                        |             |
| 1992      | II Södra Götaland (våren)  | 4   | Stig Kristensson                  | Lennart Bertilsson                                   |             |
| 1992      | Hösttvåan, Södra Götaland  | 9   | Stig Kristensson                  | Lennart Bertilsson                                   |             |
| 1993      | II Södra Götaland          | 2   | Stig Kristensson                  | Lennart Bertilsson                                   |             |
| 1994      | II Södra Götaland          | 1   | Stig Kristensson                  | Lennart Bertilsson Fredrik Hansson                   |             |
| 1995      | I Södra                    | 9   | Stig Kristensson                  | Agim Aidarevic                                       |             |
| 1996      | I Södra                    | 11  | Stig Kristensson                  | Agim Aidarevic                                       |             |
| 1997      | I Södra                    | 9   | Rutger Backe Sven Sjöholm         | Agim Aidarevic                                       |             |
| 1998      | I Södra                    | 7   | Roberto Jakobsson                 | Danijel Milovanovic                                  |             |
| 1999      | I Södra                    | 12  | Roberto Jakobsson                 | Danijel Milovanovic                                  |             |
| 2000      | II Södra                   | 2   | Uno Andersson                     | Daniel Alexandersson                                 |             |
| 2001      | II Södra                   | 9   | Uno Andersson                     | Daniel Alexandersson                                 |             |
| 2002      | II Södra                   | 1   | Örjan Glans                       | Daniel Alexandersson Henrik Bertilsson               | 705         |
| 2003      | Superettan                 | 13  | Örjan Glans                       | Daniel Alexandersson                                 | 1 568       |
| 2004      | Superettan                 | 12  | Lars Borgström                    | Patrik Lundgren                                      | 1 351       |
| 2005      | Superettan                 | 8   | Lars Borgström                    | Stefan Rodevåg                                       | 1 626       |
| 2006      | Superettan                 | 9   | Stig Kristensson                  | Stefan Rodevåg                                       | 1 020       |
| 2007      | Superettan                 | 14  | Stig Kristensson                  | Emir Kujovic                                         | 1 071       |
| 2008      | Superettan                 | 7   | Thomas Askebrand                  | Joel Johansson                                       | 1 301       |
| 2009      | Superettan                 | 6   | Thomas Askebrand                  | Stefan Rodevåg                                       | 1 366       |
| 2010      | Superettan                 | 7   | Thomas Askebrand                  | Daniel Alexandersson                                 | 1 370       |
| 2011      | Superettan                 | 7   | Thomas Askebrand                  | Stefan Rodevåg                                       | 1 382       |
| 2012      | Superettan                 | 13  | Thomas Askebrand                  | Stefan Rodevåg                                       | 1 577       |
| 2013      | Superettan                 | 1   | Hans Eklund                       | Victor Sköld                                         | 2 217       |
| 2014      | Allsvenskan                | 13  | Henrik Larsson                    | Stefan Rodevåg                                       | 3 672       |
| 2015      | Allsvenskan                | 14  | Hans Eklund                       | Hakeem Araba                                         | 3 557       |
| 2016      | Allsvenskan                | 16  | Hans Eklund                       | Jesper Karlsson                                      | 2 928       |
| 2017      | Superettan                 | 4   | Hans Eklund                       | Viktor Götesson                                      | 2 889       |
| 2018      | Superettan                 | 2   | Hans Eklund                       | Chisom Egbuchulam                                    | 2 784       |
| 2019      | Allsvenskan                | 13  | Hans Eklund                       | John Chibuike, Nsima Peter                           | 3 732       |
| 2020      | Allsvenskan                | 16  | Hans Eklund                       | Edi Sylisufaj                                        | 0           |
| 2021      | Superettan                 | 16  | Hans Eklund, Tobias Tuvesson      | Adam Bergmark Wiberg, Kwame Kizito                   | 878         |
| 2022      | Ettan Södra                | 2   | Christoffer Andersson             | Robin Hofsö, Wilhelm Ärlig                           | 1 067       |
| 2023      | Ettan Södra                | 2   | Christoffer Andersson             | Godwin Aguda                                         | 912         |
| 2024      | Ettan Södra                | 1   | Christoffer Andersson             |                                                      |             |

## Övrigt

### Topp 10 spelare med flest allsvenska matcher
Spelare i fet stil representerar fortfarande Falkenbergs FF.
Senast uppdaterad 29 januari 2019
| Nr | Namn                 | Karriär   | Matcher | Mål |
| -- | -------------------- | --------- | ------- | --- |
| 1  | David Svensson       | 2014-2016 | 79      | 6   |
| 2  | Otto Martler         | 2014-2016 | 77      | 1   |
| 2  | Stefan Rodevåg       | 2014-2016 | 77      | 16  |
| 4  | Johannes Vall        | 2014-2016 | 73      | 7   |
| 5  | Christoffer Carlsson | 2014-2016 | 72      | 1   |
| 5  | Rasmus Sjöstedt      | 2014-2016 | 72      | 1   |
| 7  | Daniel Johansson     | 2014-2016 | 61      | 1   |
| 8  | Calle Wede           | 2014-2015 | 58      | 3   |
| 9  | Adam Eriksson        | 2014-2015 | 57      | 1   |
| 10 | Hakeem Araba         | 2015-2016 | 51      | 9   |

Siffrorna är aktuella efter Allsvenskan 2016.

### Topp 10-spelare med flest allsvenska mål
Spelare i fet stil representerar fortfarande Falkenbergs FF.
Senast uppdaterad 29 januari 2019
| Nr | Namn             | Karriär   | Mål | Matcher | Mål/match |
| -- | ---------------- | --------- | --- | ------- | --------- |
| 1  | Stefan Rodevåg   | 2014-2016 | 16  | 77      | 0,21      |
| 2  | Hakeem Araba     | 2015-2016 | 9   | 51      | 0,18      |
| 3  | Gustaf Nilsson   | 2014-2016 | 8   | 31      | 0,26      |
| 4  | Jesper Karlsson  | 2016      | 7   | 26      | 0,27      |
| 4  | Johannes Vall    | 2014-2016 | 7   | 73      | 0,09      |
| 6  | Godsway Donyoh   | 2014-2015 | 6   | 29      | 0,21      |
| 6  | David Svensson   | 2014-2016 | 6   | 79      | 0,08      |
| 8  | Patrik Ingelsten | 2014      | 5   | 15      | 0,33      |
| 8  | Anton Wede       | 2014      | 5   | 30      | 0,17      |
| 8  | Dan Keat         | 2014-2015 | 5   | 50      | 0,10      |

Siffrorna är aktuella efter Allsvenskan 2016.